# Oligodon purpurascens
Oligodon purpurascens är en orm i familjen snokar som förekommer i Sydostasien. Populationen infogades tidvis som underart eller synonym i Oligodon cyclurus. Artepitet i det vetenskapliga namnet är latin och betyder purpurfärgad.

## Utseende
Arten blir upp till 95 cm lång. Kroppen har en violett-brun grundfärg och mörka fläckar eller fläckar med en gul krans. Mellan fläckarna kan mörka tvärstrimmor finnas.

## Utbredning och ekologi
Denna orm lever på södra Malackahalvön, på Sumatra, Borneo, Java och på flera mindre öar i regionen. Den vistas i låglandet och i kulliga regioner vanligen mellan 150 och 600 meter över havet. Exemplaren vistas i tropiska skogar, ibland vid kusten. De rör sig på marken och har främst ägg från ödlor som föda.

## Hot
För beståndet är inga hot kända. IUCN listar arten som livskraftig (LC).